# Liste der denkmalgeschützten Objekte in Kreuttal
Die Liste der denkmalgeschützten Objekte in Kreuttal enthält die 9 denkmalgeschützten, unbeweglichen Objekte der niederösterreichischen Gemeinde Kreuttal.

## Denkmäler
| Foto |                 | Denkmal                                                                                         | Standort                                              | Beschreibung | Metadaten |
| ---- | --------------- | ----------------------------------------------------------------------------------------------- | ----------------------------------------------------- | --- | --- |
| ja   | Datei hochladen | Kath. Wallfahrtskirche hl. Lambert am Heiligenberg HERIS-ID: 23543 Objekt-ID: 19897             | Hl. Berg-Weg Standort KG: Hautzendorf                 | Die barocke Saalkirche wurde Ende des 17. Jahrhunderts erbaut. Ihr gotischer Turm stammt vom Vorgängerbau.                                                                               | BDA-Hist.: Q19285089 Status: § 2a Stand der BDA-Liste: 2025-06-30 Name: Kath. Pfarrkirche Wallfahrtskirche hl. Lambert am Heiligenberg GstNr.: .131 Heiligenberg-Kirche (Hautzendorf)  |
| ja   | Datei hochladen | Pfarrkirche Hautzendorf HERIS-ID: 23539 Objekt-ID: 19893                                        | bei Kirchengasse 1 Standort KG: Hautzendorf           | Das 1787 errichtete Langhaus der Kirche wurde 1951 Richtung Norden erweitert. | BDA-Hist.: Q19298475 Status: § 2a Stand der BDA-Liste: 2025-06-30 Name: Kath. Filialkirche hl. Lambert GstNr.: .89 Pfarrkirche Hautzendorf                                             |
| ja   | Datei hochladen | Ortskapelle HERIS-ID: 23546 Objekt-ID: 19900                                                    | neben Koloman Kaiser-Platz 4 Standort KG: Hornsburg   | Die Kapelle im Zentrum von Hornsburg wurde erstmals 1727 urkundlich erwähnt, dürfte aber wesentlich älter sein.                                                                          | BDA-Hist.: Q37877100 Status: § 2a Stand der BDA-Liste: 2025-06-30 Name: Ortskapelle GstNr.: .15                                                                                        |
| ja   | Datei hochladen | Befestigte Siedlung Türkenschanze HERIS-ID: 43660 Objekt-ID: 44315                              | östlich von Ritzendorf Standort KG: Hornsburg         | Der 4,7 km lange Wall im Kreuttaler Wald umgrenzt ein Gebiet von ca. 80 Hektar mit bis zu 12 Meter hohen Erdwällen.                                                                      | BDA-Hist.: Q38004623 Status: Bescheid Stand der BDA-Liste: 2025-06-30 Name: Befestigte Siedlung Türkenschanze GstNr.: 1671/1, 1671/2, 1032/1, 1032/3, 1672                             |
| ja   | Datei hochladen | Kulturhaus, ehem. Kapelle hl. Leonhard HERIS-ID: 23549 Objekt-ID: 19904                         | Kirchengasse 6 Standort KG: Unterolberndorf           | Das barocke Bauwerk wurde zwischenzeitlich als Kühlhaus verwendet. | BDA-Hist.: Q37877115 Status: § 2a Stand der BDA-Liste: 2025-06-30 Name: Kulturhaus, ehem. Kapelle hl. Leonhard GstNr.: .44                                                             |
| ja   | Datei hochladen | Kath. Pfarrkirche hl. Leonhard und Aufbahrungshalle HERIS-ID: 23555 Objekt-ID: 19910            | gegenüber Kirchenplatz 2 Standort KG: Unterolberndorf | Das historistische Kirchengebäude wurde von 1866 bis 1868 erbaut. Das Altarblatt am Hochaltar, ein Werk des Malers Josef Salomon aus dem Jahr 1850, stammt aus der früheren Pfarrkirche. | BDA-Hist.: Q19298490 Status: § 2a Stand der BDA-Liste: 2025-06-30 Name: Kath. Pfarrkirche hl. Leonhard und Aufbahrungshalle GstNr.: .119, 436/3 Saint Leonard Church (Unterolberndorf) |
| ja   | Datei hochladen | Persönlichkeitsdenkmal, Büste Franz Josef I. HERIS-ID: 23554 Objekt-ID: 19909 marterl.at: 22708 | bei Kirchenplatz 2 Standort KG: Unterolberndorf       | Die Kaiser Franz Joseph I. darstellende Büste stammt aus dem Jahr 1910. | BDA-Hist.: Q37877155 Status: § 2a Stand der BDA-Liste: 2025-06-30 Name: Persönlichkeitsdenkmal, Büste Franz Josef I. GstNr.: 431/3                                                     |
| ja   | Datei hochladen | Pfarrhof HERIS-ID: 23550 Objekt-ID: 19905                                                       | Kreuttalstraße 17 Standort KG: Unterolberndorf        | Der Pfarrhof in Unterolberndorf ist über 200 Jahre alt. Das Gebäude wurde in den letzten Jahren renoviert.                                                                               | BDA-Hist.: Q37877130 Status: § 2a Stand der BDA-Liste: 2025-06-30 Name: Pfarrhof GstNr.: .35                                                                                           |
| ja   | Datei hochladen | Kloster der hl. Hedwig HERIS-ID: 23553 Objekt-ID: 19908                                         | Kreuttalstraße 109 Standort KG: Unterolberndorf       | Das Kloster wurde um das Jahr 1900 erbaut. | BDA-Hist.: Q37877143 Status: § 2a Stand der BDA-Liste: 2025-06-30 Name: Kloster der hl. Hedwig GstNr.: .224                                                                            |